# تيد كينيدي (لاعب كرة قاعدة)
تيد كينيدي (بالإنجليزية: Ted Kennedy)‏ هو لاعب كرة قاعدة أمريكي، ولد في 7 فبراير 1865 في هنري في الولايات المتحدة، وتوفي في 28 أكتوبر 1907 في سانت لويس في الولايات المتحدة.

## وصلات خارجية
- تيد كينيدي على موقعبيزبول رفرنس.كوم (الدوري الرئيسي) (الإنجليزية)
- تيد كينيدي على موقعبيزبول رفرنس.كوم (الدوري الثانوي) (الإنجليزية)